# Antonov An-8
L'Antonov An-8 (in cirillico Антонов Ан-8, nome in codice NATO Camp) è un bimotore turboelica da trasporto ad ala alta progettato dall'OKB 153 diretto da Oleg Konstantinovič Antonov e sviluppato in Unione Sovietica agli inizi degli anni cinquanta.
Impiegato negli anni successivi principalmente dalla Sovetskie Voenno-vozdušnye sily (VVS), l'Aeronautica militare sovietica, rimase operativo come trasporto militare fino agli anni settanta. Alla sua dismissione molti esemplari furono destinati all'uso civile presso la compagnia aerea di bandiera sovietica Aeroflot ed in seguito cedute ad altre compagnie aeree mondiali.
Alcuni esemplari volano ancora oggi in Africa sebbene l'Antonov abbia ritirato il certificato di idoneità al volo per il modello già nel 2004, concludendo così l'uso legale dell'aereo.
L'An-8 venne costruito nella fabbrica GAZ-34 a Tashkent.

## Storia
Negli anni cinquanta l'aviazione sovietica era carente nella disponibilità di aerei da trasporto tattico. Rispetto ai paesi occidentali, che stavano in quegli anni sviluppando nuovi modelli specificatamente progettati per ricoprire quel ruolo come i bimotori Fairchild C-119 Flying Boxcar e C-123 Provider ed il quadrimotore Lockheed C-130 Hercules, l'Unione Sovietica poteva contare solamente sull'Ilyushin Il-12D, conversione della versione passeggeri di linea.
L'allora ministro dell'industria bellica Dmitrij Fëdorovič Ustinov in data 17 aprile 1953 inviò allo TsAGI la documentazione redatta da due esperti che analizzavano il C-130 Hercules, richiedendo che fosse avviato un programma di ricerca per ottenere un simile velivolo.

### Sviluppo[3]
Lo sviluppo dell'Antonov An-8 iniziò nel mese di gennaio del 1954 in conformità all'ordine numero MAP 278 del 23 dicembre 1953. Il capo progettista fu A. Ya Belolipetsky che creò un team di lavoro che nel 1954 si ampliò con l'ingresso di studenti del Kharkov Aviation Institute. Il velivolo venne progettato in due varianti: una da trasporto militare (versione "P") e l'altra per il trasporto passeggeri (versione "H").
Il prototipo dell'Antonov, pilotato dal comandante Ya I. Vernikova, durante i test che si svolsero il 18 agosto 1956, riportò gravi problemi di stabilità e i motori sopra 6000 metri subivano una brusca perdita di potenza. Allora si decise di installare nuovi motori AI-20 anche se la loro spinta era insufficiente. Tuttavia i motori vennero modificati e portati a 5180 hp nel 1957. I test furono ultimati il 21 novembre. Per eliminare i gravi problemi di stabilità i progettisti aumentarono di 0.8 m l'apertura alare, modificarono la deriva e aggiunsero dei flap. Nello stesso anno iniziò la vita produttiva dell'aereo prodotto nello stabilimento di Tashkent. La prima serie di Antonov An-8 uscì nel 1958. L'impiego operativo iniziò nel 1959 e finì nel 1970 quando vennero dismesse 80 unità. Nel 1997 erano in servizio 5 An-8 che operavano nel medio oriente. Nel 2004 l'Antonov ritirò il certificato di idoneità del volo concludendo l'uso legale dell'aereo.

## Armamento
Il velivolo era in grado di trasportare fino a quattro bombe FOTAB -100-80 a prua e sei TSOSAB-10 nella parte posteriore. Era inoltre dotata di una torretta a poppa con due cannoni da 23 mm. Poteva effettuare anche missioni di ricognizione grazie alla telecamere.

## Versioni[4]
- En-8P prototipo che utilizzava due TV-2T da ben 6250 hp. Volò per la prima volta l'11 febbraio 1956. Nel 1957 vennero installati motori AI-20D
- An-8T Versione caratterizzata da due serbatoi da 5300 litri installati nella stiva per trasporto di carburante o per estinguere gli incendi
- An-8H Versione per il trasporto civile mai ultimata. Aveva una capacità di 57 passeggeri
- An-8PS Versione per la ricerca e il soccorso. Sviluppata tra il 1959 e il 1964
- An-8 Prototipo di Pre-Produzione. Motori AI-20D e la fusoliera dell'An-10. Nel 1957 vennero realizzati 5 velivoli. Primo volo nel dicembre del 1958
- An-8PLO (An-8M) Versione con radar. Sviluppata nel 1958-1964
- An-8RU versione con razzi a propellente solido. Peso massimo al decollo aumentato fino a 42 tonnellate nel 1963
- An-8 SH Versione ideata per la formazione di navigatori. 18 posti in cabina per i navigatori ( 16 allievi e 2 istruttori). Sviluppata tra il 1959-1964

## Utilizzatori

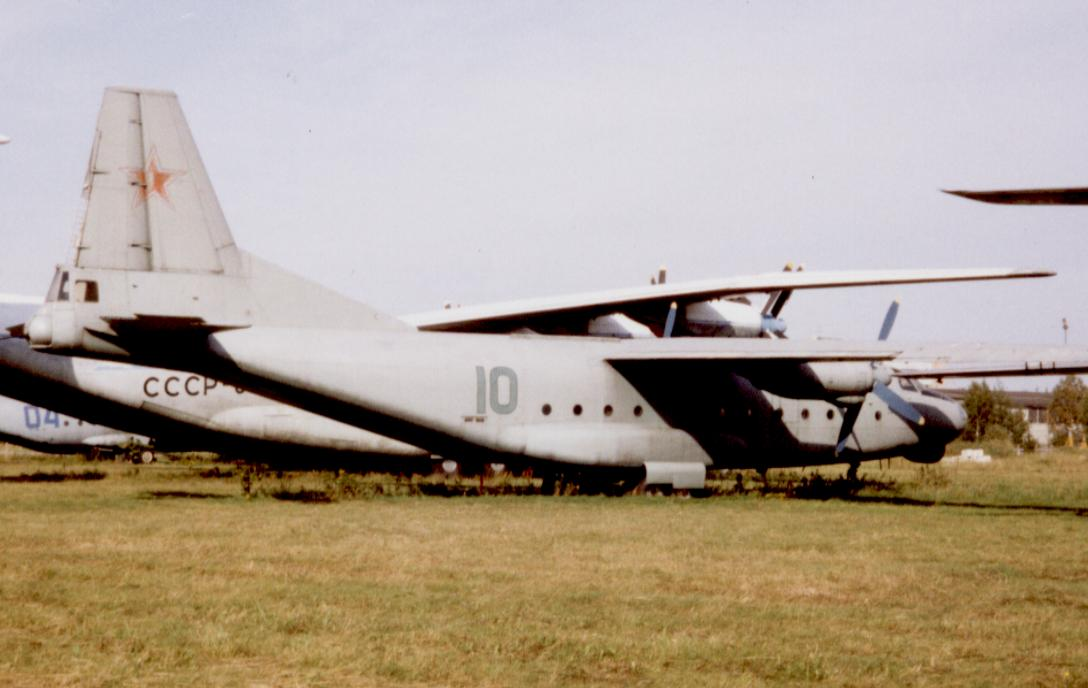
Antonov An-8 Camp al Museo centrale delle aeronautiche militari di Monino, Mosca.

### Militari

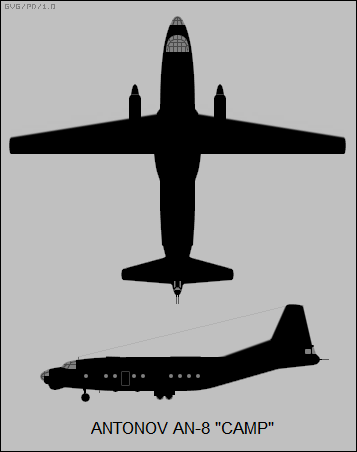
Vista superiore e laterale del An-8

Unione Sovietica
- Sovetskie Voenno-vozdušnye sily

### Civili
Emirati Arabi Uniti
- Air Cess
- Santa Cruz Imperial

 Russia
- Kit Air

 Sri Lanka
- Sky Cabs

 Singapore
- Air Mark

 Unione Sovietica
- Aeroflot